# Bowl Game

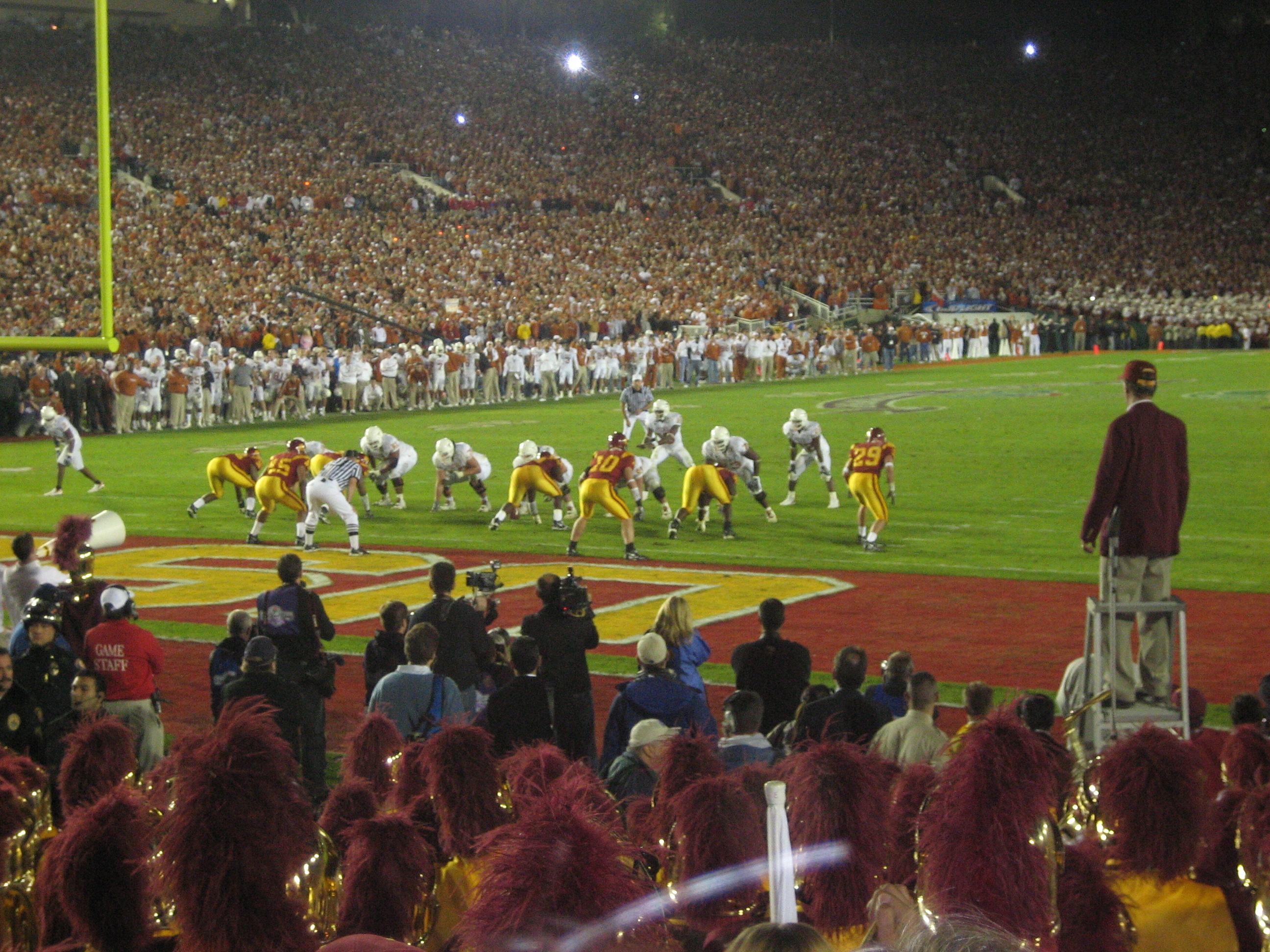
Rose Bowl 2006, Texas vs. Southern California; 4. Januar 2006

In den Vereinigten Staaten gehört ein Bowl Game zu einer Reihe von Post-Season College-Football-Spielen, die in erster Linie von Teams gespielt werden, die der NCAA Division I Football Bowl Subdivision (FBS) angehören. Während des größten Teils ihrer Geschichte hatte die Division I Bowl Subdivision es vermieden, ein Playoff-Turnier zur Ermittlung eines jährlichen nationalen Meisters zu nutzen, der stattdessen traditionell durch eine Abstimmung von Sportjournalisten und sonstigen Personen, die keine Spieler sind, ermittelt wurde. Anstelle eines solchen Playoffs entwickelten verschiedene Städte in den Vereinigten Staaten ihre eigenen regionalen Festivals mit College-Footballspielen nach der Saison. Vor 2002 wurden die Statistiken der Bowlspiele nicht in die Karrierestatistiken der Spieler einbezogen, und die Spiele wurden meist als Freundschaftsspiele mit einer Bezahlung der teilnehmenden Mannschaften betrachtet. Trotz Versuchen, ein dauerhaftes System zur Ermittlung des nationalen Meisters der FBS auf dem Spielfeld zu etablieren (wie z. B. die Bowl Coalition von 1992 bis 1994, die Bowl Alliance von 1995 bis 1997, die Bowl Championship Series von 1998 bis 2013 und die College Football Playoffs von 2014 bis heute), werden verschiedene Bowl-Spiele aufgrund der in ihnen verankerten wirtschaftlichen Interessen nach wie vor ausgetragen.
Bei den Bowl-Spielen waren ursprünglich die allerbesten Mannschaften im College-Football vertreten, wobei die Teams strenge Voraussetzungen für die Teilnahme an einem Bowl-Spiel in einem bestimmten Jahr erfüllen mussten. Die Zahl der Bowl-Spiele wuchs und erreichte bis zur Saison 1997 20 Spiele, um dann bis zur Saison 2006 auf über 30 Spiele und bis zur Saison 2015 auf 40 Spiele im Teamwettbewerb (ohne die College Football Playoff National Championship) zu steigen. Die Zunahme der Bowl-Spiele hat eine erhebliche Lockerung der Zulassungsregeln für die NCAA-Bowl-Spiele erforderlich gemacht, die seither dahingehend reduziert wurden, dass Teams mit nicht siegreichen 6-6-Bilanzen (zahlreiche Teams seit der Saison 2002) und sogar unterlegenen 5-6- und 5-7-Saisons (10 Teams seit der Saison 2001) einige der vielen verfügbaren Bowl-Plätze besetzen können.
Der Begriff "Bowl" hat seinen Ursprung im Rose Bowl Stadium, wo die ersten Post-Season College-Football-Spiele stattfanden. Das Rose Bowl Stadium wiederum hat seinen Namen und sein schüsselförmiges Design vom Yale Bowl, dem Prototyp vieler Football-Stadien in den Vereinigten Staaten, übernommen. Der Begriff ist inzwischen fast zum Synonym für jedes große American-Football-Ereignis geworden, in der Regel für College-Football mit einigen wichtigen Ausnahmen. Zwei Beispiele dafür sind der Egg Bowl, der Name des jährlichen Spiels zwischen den Mississippi State Bulldogs und den Ole Miss Rebels, und der Iron Bowl, ein Spitzname, der dem jährlichen Spiel zwischen Alabama Crimson Tide und den Auburn Tigers gegeben wurde. Im Profifootball nehmen die Namen "Super Bowl" und "Pro Bowl" der National Football League (NFL) Bezug auf College-Football-Bowl-Spiele.
Die Verwendung des Begriffs ist auf den kanadischen Profi- und College-Football übergegangen. Ein bemerkenswertes Beispiel ist der jährliche Banjo Bowl zwischen den Winnipeg Blue Bombers und den Saskatchewan Roughriders der Canadian Football League (CFL). U Sports spielt zwei Halbfinal-"Bowl-Spiele" vor dem Vanier Cup National Championship Game, den Uteck Bowl und den Mitchell Bowl. Die Spiele werden auf der Grundlage einer Conference Rotation festgelegt, wobei der Uteck Bowl beim östlichsten Gastgeberteam gespielt wird, während der Mitchell Bowl beim westlichsten Gastgeberteam stattfindet.

## Geschichte
Die Geschichte des Bowlspiels begann mit dem Tournament East-West Football Game 1902, das zwischen Michigan und Stanford veranstaltet wurde, ein Spiel, das Michigan mit 49:0 gewann. Das Spiel war Teil des Tournament of Roses, einer Reihe von seit 1890 stattfindenden Neujahrsfeierlichkeiten, deren zentraler Teil ein Festumzug ist. Ab 1916 veranstaltet das Tournament of Roses sponserte schließlich ein jährliches Tournament East-West Football Game. Ab dem Rose Bowl 1923 wurde es im neu errichteten Rose Bowl Stadium ausgetragen, und so wurde der Wettbewerb selbst als das Rose Bowl Game bekannt. Der Name "Bowl" zur Beschreibung der Spiele stammt daher vom Rose Bowl Stadium. Andere Städte erkannten den Werbewert für den Tourismus, den das Tournament of Roses und der Rose Bowl mit sich brachten, und begannen, ihre eigenen regionalen Feste zu entwickeln, zu denen auch College-Footballspiele gehörten. Die Bezeichnung "Bowl" wurde an den Namen des Festivals angehängt, auch wenn die Spiele nicht immer in schüsselförmigen Stadien ausgetragen wurden.
Der historische Zeitpunkt der Bowlspiele um das neue Jahr herum ist das Ergebnis von zwei Faktoren – dem warmen Klima und der bequemen Reisemöglichkeit. Die ursprünglichen Bowl-Spiele fanden in warmen Klimazonen wie Südkalifornien, Louisiana, Florida und Texas statt, um die Gegend für Tourismus und Wirtschaft zu fördern. Da es keine oder nur sehr eingeschränkte kommerzielle Flugreisen gab, wurden die Spiele weit nach dem Ende der regulären Saison angesetzt, um den Fans die Anreise zum Spielort zu ermöglichen. Obwohl Reisen heutzutage komfortabler sind, befinden sich mit Ausnahme von 5 der 41 Bowlspiele (Stand 2019) noch immer alle in Städten unterhalb von etwa 36° N.
Derzeit werden College-Football-Bowlspiele von Mitte Dezember bis Anfang Januar ausgetragen. Da die Zahl der Bowl-Spiele gestiegen ist, ist die Zahl der Spiele, die ein Team gewinnen muss, um zu einem Bowl-Spiel eingeladen zu werden, gesunken. Bei einem Spielplan mit 12 Spielen wurde eine Reihe von Teams mit nur 5 Siegen zu einem Bowl-Spiel eingeladen.
Bis zum Abschluss der Saison 2018 hat die University of Alabama mit 69 Teilnahmen (einschließlich Halbfinale und Endspiel der College Football Playoffs) die meisten Bowlspiele bestritten. Alabama hält mit 41 auch den Rekord für die meisten Bowl-Siege. Seit der Saison 2019 halten die Virginia Tech Hokies den offiziellen, von der NCAA anerkannten Rekord an aufeinanderfolgenden Bowl-Teilnahmen mit 26 Einsätzen in Folge.
Die Florida State hielt den Rekord an aufeinanderfolgenden Bowl-Teilnahmen mit 36 Bowl-Spielen von 1982 bis 2017. Er wird von der NCAA jedoch nicht anerkannt, da die NCAA den Sieg der FSU im Emerald Bowl 2006 über die UCLA aufgrund eines akademischen Problems nicht anerkannt hat.
Der Rose Bowl war 1930 das einzige bedeutende College-Bowlspiel. Bis 1940 gab es fünf große College-Bowl-Spiele: der Rose Bowl, der Sugar Bowl (1935), der Cotton Bowl Classic (1937), der Orange Bowl (1935) und der Sun Bowl (1935). Bis 1950 hatte sich die Zahl auf neun Spiele erhöht. Diese Zahl von neun Bowl-Spielen blieb bis 1960 bestehen, stieg aber bis 1970 wieder auf 11 Spiele an. Die Zahl stieg weiter an, auf 15 Spiele im Jahr 1980, auf 19 Spiele im Jahr 1990, 25 Spiele im Jahr 2000, 35 Spiele im Jahr 2010 und 41 Spiele bis 2019 (40 Spiele plus zwei Mannschaften, die ein zweites Spiel zur Ermittlung des nationalen Meisters bestritten). Bis etwa in die 1950er Jahre wurde die geringe Zahl der Spiele ausschließlich am Neujahrstag ausgetragen, mit der einzigen großen Ausnahme, dass der Feiertag auf einen Sonntag fiel. Für die Bowl-Saison 2016/17 benötigen die 41 Spiele etwas mehr als drei Wochen, die am 20. Dezember beginnen und am 13. Januar enden. Während Bowl-Spiele ursprünglich ausschließlich in warmen Städten ausgetragen wurden, die als Winterurlaubsziele gedacht waren, können die Spiele in Hallenstadien auch in kälteren Klimazonen ausgetragen werden.
Die Besucherzahl von 106.869 beim Rose Bowl 1973 stellte den Rekord für das Rose Bowl-Stadion und den Besucherrekord für ein NCAA-Bowl-Spiel auf. Das Rose Bowl-Stadion ist nach wie vor das Stadion mit der größten Kapazität, und das Rose Bowl-Spiel weist die höchste Besucherzahl für Post-Season Bowl-Spiele auf.
In den 1990er Jahren begannen viele Bowlspiele, ihre traditionellen Namen zugunsten des Verkaufs von Namensrechten zu ändern oder aufzugeben. Während einige den traditionellen Namen in irgendeiner Form enthalten (z. B. das Rose Bowl Game presented by Northwestern Mutual), haben andere ihren traditionellen Namen zugunsten der ausschließlichen Verwendung des Namens ihres Firmensponsors völlig abgeschafft (z. B. wurde der ehemalige Citrus Bowl für einige Zeit zum Capital One Bowl, nachdem das Finanzdienstleistungsunternehmen Capital One die Namensrechte gekauft hatte; 2015 wurde daraus wieder der ursprüngliche Name).
Vor 1992 hatten die meisten Bowls strenge Abmachungen mit bestimmten Conferences. Beispielsweise lud der Rose Bowl traditionell die Champions der Pac-10 und der Big Ten Conferences ein. Der Sugar Bowl lud den SEC-Champion ein, und der Orange Bowl empfing den Champion der Big 8 Conference. Diese Conference Vereinbarungen führten zu Situationen, in denen die bestplatzierten Teams des Landes nicht gegeneinander in einem Bowl-Spiel antreten konnten. Die nationale Meisterschaft wurde nach den Bowls entschieden, allein durch die Wähler in verschiedenen Medienumfragen, die versuchten zu entscheiden, welche Mannschaft die beste war, manchmal auf der Grundlage von Siegen gegen weit unterlegene Mannschaften. Infolgedessen konnte es mehrere Meistertitel und keinen einzelnen Meister geben. Dies führte zu dem Begriff "Mythical National Championship", der immer noch verwendet wird, um nationale Champions der High School zu bezeichnen, da es im High-School-Sport zwar staatliche Meisterschaftsturniere, aber keine nationalen Meisterschaften gibt.

### Versuche zur Bestimmung eines nationalen Meisters
Aufgrund der in den verschiedenen Bowl-Spielen verankerten wirtschaftlichen Interessen, der im Vergleich zu den unteren Ligen des College-Footballs längeren regulären Saison und des Wunsches, College-Spieler nicht mehrere Runden der Playoff-Spiele während der Abschlussprüfungen und der Winterpause spielen zu lassen, vermied die Division I Bowl Subdivision lange Zeit die Einführung eines Playoff-Turniers zur Ermittlung eines jährlichen nationalen Meisters. Stattdessen wurde der nationale Meister in der Football Bowl Subdivision traditionell durch eine Abstimmung von Sportjournalisten und anderen Personen, die keine Spieler sind, ermittelt.
1995 führte die Bowl Alliance, die von den großen Bowls und Conferences gebildet wurde, ein System ein, bei dem die beiden ranghöchsten Teams gegeneinander spielen würden, auch wenn sie beide einem anderen Bowl verbunden wären. Die Pac-10 und Big Ten sowie der Rose Bowl nahmen jedoch nicht teil. Nummer-1- gegen Nummer-2-Begegnungen wurden viel wahrscheinlicher, aber nicht garantiert. Nach der Saison 1997 belegte das ungeschlagene Michigan in beiden großen Umfragen den ersten Platz, aber als Big-Ten-Champion spielte es im Rose Bowl gegen den Pac-10-Champion Washington State auf Rang acht. Das Spitzenteam der Bowl Alliance, das auf Rang 2 liegende, ungeschlagene Nebraska, musste beim Orange Bowl gegen das drittplatzierte Tennessee antreten. Michigan gewann am Neujahrstag mit fünf Punkten, und am nächsten Abend schlug Nebraska Tennessee (das mit dem verletzungsgeplagten Peyton Manning spielte) mit 25 Punkten. Die AP behielt Michigan als Meister, aber die Coaches' Poll wählte Nebraska, das sein letztes Spiel für den zurücktretenden Trainer Tom Osborne bestritt, zum Teil wegen des einseitigeren Sieges gegen einen höher eingestuften Gegner.
In der folgenden Saison bildeten der Rose Bowl, die Pac-10 und Big Ten zusammen mit den anderen Bowls und großen Conferences die Bowl Championship Series. Die BCS versuchte, auf der Grundlage von Berechnungen aus verschiedenen Quellen, einschließlich Statistiken und Trainerumfragen, die beiden bestplatzierten Teams des Landes gegeneinander antreten zu lassen, wobei eines der vier Bowl-Spiele im Konsortium (Rose Bowl, Fiesta Bowl, Sugar Bowl und Orange Bowl) die Rolle der "nationalen Meisterschaft" abwechselnd übernahm bzw. ab 2006 ein spezielles BCS Championship Game zwischen den BCS-Spielorten wechselte. Das BCS Championship Game war zwar von den vier Hauptbowls getrennt, fand aber dennoch rotierend an den verschiedenen BCS-Standorten statt. Die Trainerumfrage war vertraglich verpflichtet, den Gewinner des Spiels als den nationalen Meister anzuerkennen. Andere Umfragen, wie die AP-Umfrage, konnten jedoch abweichen und eine andere Mannschaft auswählen, insbesondere in Jahren, in denen mehrere Mannschaften gleichermaßen würdig waren, das Spiel zu erreichen. Beispielsweise gewann 2003 die LSU die nationale Meisterschaft der BCS gegen Oklahoma, aber die AP krönte die USC nach ihrem Rose Bowl-Sieg zum Meister.
Für die Saison 2014/15 wurde die BCS durch ein neues Projekt, die College Football Playoffs (CFP), ersetzt. Das neue System verwendet ein Turnier mit vier Mannschaften, dessen Teilnehmer von einem Komitee ausgewählt und gesetzt werden; die Halbfinalspiele werden jährlich zwischen den Paarungen der sechs Mitgliedsbowls (Rose Bowl und Sugar Bowl, dann Orange Bowl und Cotton Bowl Classic und dann Fiesta Bowl und Peach Bowl) gewechselt. Die Gewinner aus den beiden Halbfinalbowls ziehen in die College Football Playoff National Championship ein, die an einem neutralen, durch Bewerbungen bestimmten Ort ausgetragen wird. Mitglieder der "New Year's Six", die keine Halbfinalspiele austragen, greifen auf ihre traditionellen Begegnungen zurück. Wie seine Vorgänger und im Gegensatz zu den offiziell genehmigten NCAA-Turnieren auf niedrigeren Ebenen wird das College Football Playoff nicht offiziell als NCAA-Meisterschaft anerkannt.

## Professionelle Bowl Games
Die National Football League verwendete den Namen "Bowl" auch für einige ihrer Playoff-Spiele. Während die NFL-Meisterschaft zunächst nicht als "Bowl" bezeichnet wurde, führte die Liga 1951 den Namen "Pro Bowl" als Bezeichnung für ihr All-Star-Spiel ein und führte den Bert Bell Benefit Bowl (auch als "Playoff Bowl" bekannt) als Spiel der beiden zweitplatzierten Teams in jeder Division von 1960 bis 1969 ein.
Als 1970 die Fusion des Profifootballs von AFL und NFL stattfand, wurde das AFL-NFL World Championship Game zur Meisterschaft der NFL und ist heute unter dem Namen Super Bowl bekannt, wie er seit 1968 genannt wird (der Name wurde von Lamar Hunt geprägt, nachdem er seine Tochter mit einem Superball spielen sah). Außerdem gab es den American Bowl, ein Spiel in der Preseason, das im Ausland ausgetragen wurde, und verschiedene einmalige Spiele, die informell als Bowls bezeichnet wurden, wie z. B. Bounty Bowl, Ice Bowl, Snow Bowl, Freezer Bowl, Fog Bowl, Mud Bowl, Tuna Bowl, Manning Bowl, Harbaugh Bowl und den geplanten (aber letztlich abgesagten) China Bowl.
Infolgedessen verwendeten oder verwenden andere professionelle Football-Ligen den Begriff Bowl für ihre Meisterschaften, wie z. B. die World Football League (World Bowl), NFL Europe (World Bowl), Arena Football League (ArenaBowl), Indoor Football League (United Bowl), Great Lakes Indoor Football League (Great Lakes Bowl) und American Indoor Football Association (AIFA Championship Bowl). Die Canadian Football League nennt eine ihrer Rivalitäten den Banjo Bowl und einen weiteren QEW Bowl (auch bekannt als Battle of Ontario); wie die meisten kanadischen Sportligen wird die Meisterschaft der CFL jedoch stattdessen als Pokal (im Fall der CFL als Grey Cup) bezeichnet.

## Bowl Games Heute

### Postseason Bowls
Auf der obersten Ebene des NCAA-Footballs, der Division I Football Bowl Subdivision (von 1978 bis 2005 als Division I-A bekannt), müssen sich die Teams das Recht auf die Bowl-Teilnahme verdienen, indem sie mindestens sechs Spiele gewinnen und am Ende der Saison keine Niederlagenbilanz aufweisen. Sie können dann zu einem Bowl-Spiel auf der Grundlage ihrer Platzierung und des Bezugs, den die Conference zu jedem Bowl-Spiel hat, eingeladen werden. Eine Regeländerung im Jahr 2010 ermöglicht es den Bowls, Teams mit einer 6-6-Bilanz vor Teams mit mehr als sechs Siegen ein Angebot zu unterbreiten.
Bowls sind bei den Trainerstäben beliebt, weil die NCAA College-Teams, die an Bowl-Spielen teilnehmen, zusätzliche Trainingswochen ermöglicht, die sie sonst nicht hätten, und weil die Teams für ihre Teilnahme an Bowl-Spielen bezahlt werden. Teams, die einer Conference angehören, teilen sich das Geld mit ihren Conference-Kollegen. In der Saison 2019 spielten 80 der 120 Division I FBS-Teams in einem Bowl-Spiel.

### Bowls von kleinen Colleges
Auf niedrigerem Niveau spielen die Mannschaften in Playoff-Turnieren mit einem nationalen Meisterschaftsspiel an einem neutralen Ort, so dass Bowl-Spiele auf Einladung weniger beliebt sind als in der Football Bowl Subdivision (FBS).
Die Division I Football Championship Subdivision (FCS) veranstaltet nur ein Bowl-Spiel, den Celebration Bowl (früher Heritage Bowl). Sie lädt die Spitzenteams von historisch schwarzen Colleges und Universitäten ein, eines von der SWAC und eines von der MEAC (die SWAC hat traditionell eine längere reguläre Saison, die sich über das Thanksgiving-Wochenende hinaus erstreckt, wodurch ihre Teams nicht am FCS-Turnier teilnehmen können und die FBS besser widerspiegelt).
In der Division II gibt es derzeit vier Postseason-Bowls für Teams, die sich nicht für die DII-Playoffs qualifiziert haben: den Mineral Water Bowl, den Live United Texarkana Bowl, den Corsicana Bowl und den C.H.A.M.P.S. Heart of Texas Bowl (letzterer ist ein Name, der von zwei getrennten Bowls verwendet wird, einem für die Division II und einem für die Junior Colleges). Alle vier Bowls der Division II werden am selben Tag, dem ersten Samstag im Dezember, gespielt.
Auf Ebene der Division III sind alle Bowl-Spiele, die derzeit gespielt werden, neuere Entwicklungen (ab 2008 oder später). Für die Saison 2017 sind 10 Bowls geplant, die von Teams gespielt werden sollen, die sich nicht für die DIII-Playoffs qualifiziert haben: eine Serie von sechs Bowls für ECAC-Teams, eine Serie von zwei Bowls zwischen der Centennial Conference und MAC, der New York State Bowl (zwischen Liberty League und Empire 8) und der New England Bowl (zwischen ECFC, MSCAC, CCC und NEWMAC). Vor 2008 veranstaltete die ECAC auch den ECAC Bowl (1989–2003) für die Division I-AA und den North Atlantic Bowl (2007), von denen der letzte nun in die Sechs-Bowl-Serie der Conference integriert ist. Darüber hinaus ist das Meisterschaftsspiel der Division III seit jeher als Amos Alonzo Stagg Bowl bekannt.